# Rugby en España

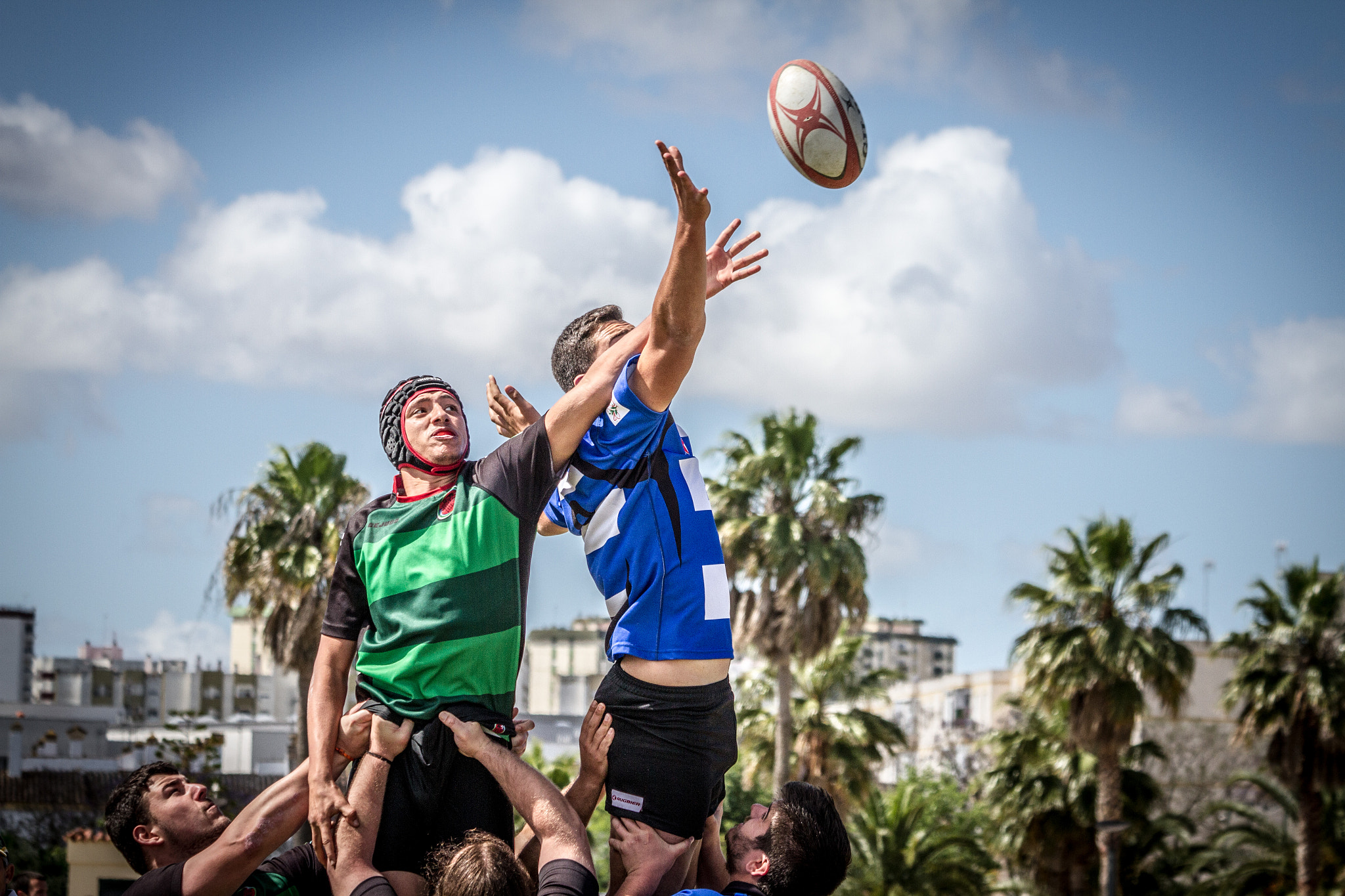
Partido de Xerez

El rugby en España es un deporte en progresión, habiendo ascendido España en su categoría absoluta a la segunda división europea (o "seis naciones B") y participando en la modalidad de sevens en las series mundiales, tanto en categoría masculina como femenina.

## Historia y evolución
El primer partido de rugby jugado en España del que se tiene noticia fue en la ciudad gallega de La Coruña. Tuvo lugar entre las tripulaciones de dos barcos ingleses, el Gloucester y el Liverpool en el Parque de Deportes del Real Club Deportivo, el 2 de marzo de 1911 y acabó con la victoria de la tripulación del Gloucester por 5 a 0. En fechas posteriores se conoce la intención de incluir en las fiestas de la ciudad en Barcelona un partido de exhibición entre dos equipos franceses.
Sin embargo la primera referencia en prensa al rugby en España data de 1906. En reportaje de prensa local en el año 1955, Pepe Ramos, jugador del Recreativo de Huelva a principios de siglo, comenta que en el Velódromo, primer estadio de fútbol de España, por los años 1906 a 1910 se organizaban partidos de rugby.
Poco más tarde, en mayo de 1911, tuvo lugar el primer partido de exhibición en Barcelona entre el Club Deportivo Español (primer equipo español del que se tiene noticia) y el equipo francés Patrie, compuesto por franceses y descendientes de franceses residentes en Barcelona, el resultado fue favorable a los franceses por 7 a 0. Por parte francesa participaron: Vaillós; Langlois, Lattes, Guiraud, Boix; Conredor, Mizraki; los hermanos Albert y René Charlot, Villeneau, Oharlot, Reinhard, Clement, Artigas, Folleux y Boneau. Los pioneros del equipo español fueron: Castillo; Sampere, Larragaña, Dutisconet, Fidalgo; Rubio, Fidalgo; Rubio, Casas, Santiago Massana, De Guibert, Barraquer, Artigas, Pedro Gibert "El Grapas" y Nogareda; los cuales realizaron un notable partido según las crónicas de la época. El árbitro del encuentro fue el señor Liaras, un antiguo jugador del Stade Bordelais francés. Unos días más tarde, tuvo lugar otro partido de demostración entre los mismos equipos, con las bajas de los jugadores de fútbol que tenían que enfrentarse inmediatamente después al equipo del Plumstead inglés que había sido invitado por la directiva espanyolista, ganando otra vez los franceses del Patrie por 28 puntos a cero. Recientemente se ha comprobado que se disputó un tercer encuentro el 5 de junio contra el Patrie, que acabó con empate a 11.
Unos años más tarde, Baldiri Aleu Torres, estudiante de Veterinaria que estuvo estudiando en Francia, introdujo el rugby en el año 1921 por Cataluña, fundando el primer club: la Unió Esportiva Santboiana, sita en San Baudilio de Llobregat. Este hecho conllevó una rápida expansión, celebrándose solo un año más tarde el primer campeonato del que se tiene constancia: la Copa de la Sociedad de Carreras de Caballos de 1922, en cuya final se enfrentaron la UE Santboiana y el Club Natació Barcelona (otro histórico del rugby español) y que vencieron los primeros por un marcador de 3 a 0.
En enero del año 1923 nace la Federación Española de Rugby (FER) como máximo organismo del rugby en el país, y en la temporada 1925-26 crea su primera competición oficial entre clubes de España, la actual Copa del Rey, bajo el nombre de Campeonato de España de Rugby.,
En Castilla y León, se empieza a conocer y a consolidar el rugby a partir de los años sesenta y muy especialmente en Valladolid. En el colegio El Salvador de esta ciudad, el Padre Bernes, un cura francés que fue profesor en ese colegio, introdujo el rugby y, desde sus inicios fue cosechando éxitos en categorías inferiores lo que, a lo largo de los años, se reflejó en su primer equipo. Hoy día todas las provincias de Castilla y León cuentan con, al menos, un club de rugby, sobresaliendo dos de los clubes de Valladolid, uno el mencionado El Salvador y otro el Valladolid Rugby Asociación Club (VRAC), que nació en 1986, después de que el colegio Lourdes de Valladolid, en el que desde los años setenta se fue arraigando el rugby, dejara de prestar su apoyo al deporte de élite. A modo de curiosidad, a los jugadores y aficionados del Salvador se les conoce como "chamizos" por edificarse el ya citado colegio sobre lo que antiguamente era un establo, es decir, un chamizo. Y a los del VRAC como "queseros" debido a su histórico patrocinador, haciendo que en la ciudad se tome partido entre "queseros" y "chamizos", lo que provoca que cada derbi sea un festival competitivo. En 2013 se consolida el tercer club vallisoletano, el Club de Rugby Arroyo, con jugadores procedentes de equipos como Moreras o Minotauro (ya desaparecidos) y de otros equipos. En tres años el C.R. Arroyo ha conseguido una escuela con 150 niños y niñas, un equipo en categoría Regional Senior Masculino y Un Senior Femenino en Liga de Promoción. Hay mucha rivalidad en Valladolid pero siempre respetando el espíritu deportivo, las buenas formas y la buena relación entre clubes. Durante los últimos años del siglo XX y los primeros del XXI, tanto "chamizos" como "queseros" han estado en la élite del rugby nacional y sus escuelas de rugby, junto a la de San Jerónimo, Liceo Francés, del Ciencias en Sevilla o la de la UE Santboiana, están entre las mejores de España.
En la Comunidad Valenciana hay varios equipos que compiten o han competido en las divisiones mayores, destacando el RC Valencia, el CAU Valencia, el Abelles, el Tatami rugby club como última incorporación a la máxima competición española, División de Honor, está el club alicantino de La Vila, de la localidad de Villajoyosa y, como equipo decano de esta comunidad está el Tavernes Rugby Club fundado en la localidad valenciana de Tabernes de Valldigna en 1934. 
En Madrid, la tradición rugbística está también muy arraigada con varios clubes punteros. La Escuela Técnica de Arquitectura es aún hoy el equipo más laureado de España. El Real Canoe N.C., campeón de varias ligas, el Liceo Francés, club histórico que se aprovechó al máximo de la cultura rugbística del país galo en su colegio madrileño, el Cisneros (también uno de los más antiguos de España) que se refuerza año tras año con jóvenes jugadores de la cantera del colegio universitario. También destacan históricos, como Arquitectura, Olímpico o el Alcobendas, antiguo MARU y primer club español en lograr un resultado positivo en competiciones europeas.
En Asturias la práctica del rugby se centró en las tres principales ciudades (Oviedo, Gijón y Avilés), siendo el Oviedo RC el club más laureado.
En Cantabria el rugby se empezó a jugar en las dos ciudades más importantes, Santander y Torrelavega, siendo el Independiente de Santander el principal club de la comunidad.
En Aragón, el Club de Rugby Seminario de Tarazona fue fundado en la temporada 1965/1966. El rugby fue introducido por Monsieur Medan, un exiliado francés afincado en España y que junto al sacerdote formador del centro, Tomás López, formaron el primer equipo del Seminario en la categoría cadete. En la década de 1970, aparece el Club Universitario de Rugby integrado fundamentalmente por jugadores de la Facultad de Veterinaria. Este club, a lo largo de su vida ha estado respaldado por la Universidad de Zaragoza. En 1982, se funda el Fenix Club de Rugby, a día de hoy el mayor club de la región, no solo por volumen social (fichas, socios, etc) sino por sus excelentes resultados deportivos. Tanto el Universitario como el Fenix C.R cuentan con equipos y escuelas de categorías inferiores. Igualmente, a principios del 2000, surge a raíz de la desaparición del Sabiñánigo Rugby, el actual Jaca Club de Rugby que compite en la Liga Regional Aragonesa. Recientemente, el Fénix CR consiguió en la temporada 2013/14 el mayor éxito de un club aragonés al disputar la liga de División de Honor B, categoría en la que, a día de hoy, se ha afianzado como uno de los equipos más competitivos. Debido al gran crecimiento del rugby en Aragón, en los últimos años se han multiplicado el número de jugadores que encuentran cabida en los clubes de reciente fundación como el Quebrantahuesos R.C En los (campeón de la liga regional en 2014/2015) Gigantes de Navarra y el Ibero Club de Rugby Zaragoza. Este último, se trata de un equipo novedoso, compuesto por jugadores jóvenes y muy ambiciosos que han dado un gran impulso al rugby en la capital del Ebro, haciendo unas primeras temporadas muy dignas y extendiendo el rugby por la ciudad. Se ha convertido en uno de los equipos con mayor proyección en Aragón, debido a su amplio respaldo entre la población universitaria que ve en el Ibero Club de Rugby una gran oportunidad para conocer el rugby. En la temporada 2018/19, el Quebrantahuesos R.C. dejó de competir en la liga regional aragonesa empezando una aventura en la regional catalana. Esto deja tocada a la liga regional aragonesa, quedando con ocho equipos para competir.

## Rugbyfemenino en España
Poco a poco, las mujeres van ganando su propio espacio dentro del mundo del rugby. Los primeros pasos se dieron en 1913, cuando las mujeres jugaban en secreto en los colegios. En la actualidad existen más de 200 clubes y una liga parecida a la de rugby masculino. El paso más importante se dio en 1994, cuando la International Rugby Board aprobó a las mujeres dentro de la Unión y pasó a administrar el manejo del rugby.
Se inició por primera vez en España en el campo de entrenamiento de la Escuela Superior de Arquitectura de Madrid a principios de los años 70 por un grupo de estudiantes de Arquitectura a las que fueron incorporándose amigas suyas. Se formó un grupo de unas 20 mujeres que se entrenaban regularmente dos veces por semana y que, dado que eran las únicas que lo practicaban, jugaban partidillos entre ellas. Fue un grupo muy animoso y divertido que prosiguió con su afición varios años y que dio paso al equipo que posteriormente se federó y que permanece en estos días.
En Cataluña, a finales de los años setenta un grupo de mujeres estudiantes de Educación Física, de la mano de José Antonio Sancha, profesor de rugby en el INEF de Barcelona, deciden entrenarse al rugby con el masculino y prepararse para jugar en serio a este juego, considerado tradicionalmente de hombres. No obtuvo reconocimiento de la Federación Catalana de Rugby hasta 1983).
En Galicia tiene su origen en el INEF - Universidad de La Coruña hacia finales de los años noventa. Desde entonces el equipo de la Universidad ha sido el dominador de la competición autonómica, aunque su posición de privilegio aparece amenazada por la Universidad de Vigo. El Uni. de La Coruña ha sido finalista y subcampeón de la Copa de la Reina 2005 (Campeonato de España absoluto) y sus jugadoras son frecuentes en la selección española.
En Andalucía el rugby femenino comenzó en la ciudad de Granada a finales de los 70 en el club Hípica R.C., disputando partidos amistosos contra Scrum, ya a principios de los 80 jugaron contra la Santboiana, CAR de Sevilla y Srum.
La selección española es conocida como 'Las leonas' y ha aumentado su visibilidad gracias a su progresión y a reportajes en televisión como  'Rugby: el rugido de las leonas', realizado por María Escario para el espacio 'Enfoque' del Telediario TD2 de La 1 , que le valió el Premio Lilí Álvarez en 2017 en la primera edición de estos galardones que otorgan el CSD y el IM.  El reportaje explica cómo las mujeres se han integrado en un deporte históricamente masculino y han logrado éxitos internacionales. Este trabajo, que resalta los valores de la tolerancia, integración, igualdad y respeto, cuenta con testimonios que aportan su visión más personal como jugadoras de la selección española (Bárbara Pla, Patricia García, Olivia Fresneda) y el exseleccionador Eusebio Quevedo.

## Popularidad en España
El Rugby en España, desde su llegada, en 1911, se ha visto afectado por la dura competencia que presenta el fútbol en el país. Actualmente la fuerza que posee el fútbol, en la sociedad española, y los recientes triunfos de la selección de baloncesto, así como en el tenis, han ido quitando protagonismo y popularidad a este deporte.
La popularidad del rugby en España se puede ver a través de los siguientes casos:
- Afluencia de aficionados a partidos internacionales
- Liga de Rugby español de nivel medio
- Idea de deporte duro y peligroso

La compra de derechos de emisión de partidos de la liga Española de Rugby, por parte de Canal+, aumentó la popularidad y conocimiento del deporte, entre los aficionados al deporte en España.
El 17 de abril de 2016, en lo que es considerado por muchos un hito en el aumento de la popularidad del rugby en España, 26.500 espectadores llenaron el estadio José Zorrilla de Valladolid para ver  la final del año 2016. Fue la sexta vez que se registró un lleno en este estadio desde su inauguración en 1982. Las entradas se agotaron días antes del partido (aproximadamente a los 5 días de salir a la venta ya se habían vendido 24000 localidades) y los precios se dispararon en la reventa por Internet. El Rey Felipe VI e importantes políticos como el secretario general del PSOE Pedro Sánchez o la vicepresidenta Soraya Sáenz de Santamaría asistieron al partido.

## Competiciones

### Ligas
La competición masculina española se divide en tres categorías nacionales, la División de Honor, División de Honor Élite y División de Honor B, mientras que la competición femenina solamente en dos, la División de Honor y División de Honor B. A continuación vienen un número variable de divisiones en las distintas ligas regionales. Existen ascensos y descensos de categoría.
| Nivel | Rugby Masculino                            | Rugby Masculino                    |                               | Rugby Femenino |
| ----- | ------------------------------------------ | ---------------------------------- | ----------------------------- | -------------- |
| 1     | División de Honor 12 equipos               | División de Honor 12 equipos       | División de Honor 8 equipos   |                |
| 2     | División de Honor Élite 10 equipos         | División de Honor Élite 10 equipos | División de Honor B 8 equipos |                |
| 3     | División de Honor B 24 equipos en 3 grupos |                                    |                               |                |
| 4     | Ligas Regionales                           | Ligas Regionales                   | Ligas Regionales              |                |

#### Ligas Regionales
Las ligas regionales son distintas en cada región por su idiosincrasia. Están coordinadas por las Federaciones Territoriales de Rugby y a estas federaciones, el ente rector del rugby español, esto es, la Federación Española de Rugby les impone la fecha de finalización de las ligas, para que estos equipos puedan luchar por el ascenso a División de Honor B de Rugby. Son tan distintas, que en varias de ellas existen diversas categorías, o se dividen por grupos las ligas, siendo solo, candidatos al ascenso a categoría nacional los ganadores (y en algunos casos los segundos clasificados) de las primeras divisiones de las ligas regionales. Además, existen ascensos y descensos dentro de estas ligas.
A nivel regional también se disputan las distintas competiciones de categorías inferiores así como de rugby base. Las categorías inferiores son Sub-23 (juvenil), Sub-18 (cadete), Sub-16 (infantil). Mientras que el rugby base incluye Sub-14 (alevín), Sub-12 (benjamín), Sub-10 (pre-benjamín), Sub-8 (jabatos) y Sub-6 (linces). Las categorías S18, S16 y S14 cuentan con un Campeonato de España de Clubes al que asiste el primer clasificado de cada región. Para el resto de categorías se celebra el Torneo Nacional enfocado a la promoción del rugby base. Es de carácter no oficial y la inscripción es abierta.
- Liga Norte
- Liga de Rugby de Galicia
- Liga de Rugby del País Vasco
- Liga de Rugby de Andalucía

### Evolución de las categorías masculinas
| Año       | 1.ª Categoría                                   | 2.ª Categoría                                   | 3.ª Categoría       | 4.ª Categoría    |
| --------- | ----------------------------------------------- | ----------------------------------------------- | ------------------- | ---------------- |
| 1969-72   | Campeonato Nacional de Liga de Primera División |                                                 |                     |                  |
| 1972-82   | Campeonato Nacional de Liga de Primera División | Campeonato Nacional de Liga de Segunda División |                     |                  |
| 1982-84   | División de Honor                               | Primera División                                | Segunda División    |                  |
| 1984-98   | División de Honor                               | Primera División                                |                     |                  |
| 1998-99   | División de Honor                               | Primera Especial                                | Primera Nacional    | Ligas Regionales |
| 1999-2014 | División de Honor                               | División de Honor B                             | Primera Nacional    | Ligas Regionales |
| 2014-2025 | División de Honor                               | División de Honor B                             | Ligas Regionales    |                  |
| 2025-     | División de Honor                               | División de Honor Élite                         | División de Honor B | Ligas Regionales |

### Copas
Aparte de las competiciones en formato liga, hay otras, también oficiales, basadas en el formato copa (o torneos de eliminatorias), como son la Copa del Rey y la Supercopa de España.

### Rugby 7
En España, anualmente al final de la temporada de rugby XV se disputa las Series Nacionales de Rugby a Siete, tanto en sección masculina como sección femenina.

### Federaciones
- Federación Española de Rugby
- Federación Madrileña de Rugby
- Federación Catalana de Rugby
- Federación Balear Rugby
- Federación de Rugby del Principado de Asturias Archivado el 25 de noviembre de 2020 en Wayback Machine.
- Federación Gallega de Rugby
- Federación Vasca de Rugby Archivado el 15 de enero de 2007 en Wayback Machine.
- Federación Valenciana de Rugby
- Federación Andaluza de Rugby
- Federación Aragonesa de Rugby
- Federación de Rugby de Castilla y León
- Delegación de Castilla-La Mancha
- Federación de Rugby de Murcia
- Federación Extremeña de Rugby
- Zona Rugby
- Portal de Rugby División de Honor, División de Honor B y Mundial de Rugby

- Datos: Q594090
- Multimedia: Rugby union in Spain / Q594090